# 구컹향

구컹 향의 위치

구컹향(한국어: 고갱향, 중국어: 古坑鄉, 병음: Gǔkēng Xiāng)은 중화민국 윈린 현의 향이다. 넓이는 166.6059km2이고, 인구는 2015년 8월 기준으로 32,410명이다.

## 지리
윈린 현 동남단에 위치하고 윈린 현의 향진 중에서 최대의 면적을 가진다.

## 교통
- 국도 3호선